# Der letzte Zeuge (1960)
Der letzte Zeuge ist ein deutscher Kriminalfilm, der 1960 unter der Regie von Wolfgang Staudte entstand. Die Hauptrollen sind neben Martin Held und Hanns Lothar mit Ellen Schwiers und Jürgen Goslar besetzt.
Der Schwarzweißfilm, der auf dem gleichnamigen „Kriminalbericht“ von Maximilian Vernberg basiert, startete am 30. Dezember 1960 in den bundesdeutschen Kinos.

## Handlung
Werner Rameil, Direktor der Impex-Werke, erhält in einem Hotelzimmer in Berlin einen Anruf aus Hamburg. Seine Geliebte Ingrid Bernhardy teilt ihm entsetzt mit, dass ihr gemeinsames Baby mit einem Gürtel erwürgt worden ist. Die völlig verzweifelte Frau sucht ihren früheren Freund, den jungen Arzt Dr. Heinz Stephan, auf. Die beiden eilen in Ingrids Wohnung, wo es zu einem Wortgefecht kommt. Ingrid Bernhardy, die Heinz Stephan wegen der Affäre mit Werner Rameil verlassen hat, packt kurzerhand die Koffer, um nach Berlin zu reisen. Da trifft der von Rameil verständigte Anwalt Dr. Beyer mit der Kriminalpolizei ein. Kriminalinspektor Gerhuf und Kriminalsekretär Wenzel durchsuchen die Wohnungen von Ingrid Bernhardy und Heinz Stephan. Aufgrund einiger Briefe und fragwürdiger Fotos werden die beiden vorläufig festgenommen.
Inzwischen ist Werner Rameil in Hamburg angekommen. Um seinen Namen aus dem Spiel zu halten und seine Ehe zu schützen, rät ihm sein Anwalt Dr. Beyer, nichts für seine Geliebte zu tun. Als Rameil von Inspektor Gerhuf verhört wird, gibt er die Affäre mit Ingrid zu. Da seine Ehe kinderlos geblieben sei, habe er sich die Geburt des Kindes ausdrücklich gewünscht und Ingrid finanziell unterstützt. Er habe allerdings nicht die Absicht gehabt, sich von seiner Ehefrau zu trennen und seine Geliebte zu heiraten. Bei Ingrids Vernehmung durch den Ermittlungsrichter kommt ihr zweifelhaftes Vorleben zur Sprache. Die Ermittlungen haben außerdem ergeben, dass die Geburt des Kindes nicht bei den Behörden gemeldet war. Ingrid Bernhardy und Dr. Stephan bleiben als Hauptverdächtige weiterhin inhaftiert.
Ingrid wendet sich an den Anwalt Dr. Fox, der aufgrund anderer Termine erst Wochen später im Frauengefängnis erscheint. Bei dem kurzen Treffen erklärt sich Fox bereit, der jungen Frau gegen eine Anzahlung von 3000 Mark zu helfen. Auch Dr. Stephan nimmt nun die Hilfe eines Anwalts in Anspruch. Dieser stößt auf einige Details, die von der Kriminalpolizei bisher nicht beachtet worden sind. Ingrid verstrickt sich hingegen bei einer Befragung durch Landgerichtsrat Ricker, den zuständigen Untersuchungsrichter, in weitere Widersprüche. Zudem hat man einen Brief an Rameil entdeckt, den Ingrid aus dem Gefängnis schmuggeln wollte. Während für den Richter die Schuldige bereits ausgemacht scheint, beginnt für den Anwalt Dr. Fox ein Wettlauf gegen die Zeit. Obwohl er zunächst keinerlei Anhaltspunkte hat und von Ingrids Unschuld nicht restlos überzeugt ist, stellt er eigene Recherchen an.
Durch die Weckliste des Berliner Hotelportiers wird Rameils Alibi bestätigt, wonach er während der Tatzeit nicht in Hamburg gewesen sei. Für Ingrid Bernhardy wird die Lage immer aussichtsloser. Landgerichtsrat Ricker verweigert Dr. Fox die Akteneinsicht. Heinz Stephan, für dessen Alibi sich ein Zeuge gefunden hat, wird aus der Untersuchungshaft entlassen. Durch einen Trick gelangt Fox an eine Kopie der Nachlasspapiere eines gewissen Gerhard Danielsen, der Gründer der Impex-Werke und außerdem Rameils Schwiegervater war. Daraus geht hervor, dass Rameil im Falle einer Scheidung keinerlei Anteile an dem Unternehmen blieben. Am Abend vor der Hauptverhandlung eröffnet Gerda Rameil ihrem Mann, dass sie über die Affäre mit Ingrid Bernhardy und über das Kind Bescheid gewusst habe. Fox’ Assessorin Ebeling hält auch sie für verdächtig.
Entgegen einem Einspruch von Dr. Fox geht es in der Hauptverhandlung zunächst um Ingrids intime Briefe und Fotos, anhand derer sich die Geschworenen ein Bild vom unmoralischen Vorleben der Angeklagten machen sollen. Bei der Beweisaufnahme kann Fox eine belastende Zeugenaussage von Ingrids Gymnastiklehrerin entkräften. Anschließend tritt Dr. Stephan als Zeuge auf. Der junge Arzt erhebt schwere Vorwürfe gegen das Gericht und die Ermittler, da er nach der fast dreimonatigen Untersuchungshaft seine Stelle im Krankenhaus hat aufgeben müssen. Der Staatsanwalt macht dafür die belastenden Aussagen Ingrids verantwortlich, während der Richter dem Arzt lautstark Konsequenzen wegen seiner fortgesetzten Vorwürfe androht. Als herauskommt, dass das Gericht vor der Verhandlung der Verteidigung auf deren Drängen Akteneinsicht gewährt hat, beschwert sich umgehend der Staatsanwalt, da es damals noch üblich war, dass Verteidiger in dieser Hinsicht benachteiligt waren. Ein Fotograf macht während der Verhandlung mehrmals Bilder mit Blitzlicht, insbesondere von der attraktiven Angeklagten. In einer Verhandlungspause beauftragt Fox seine Assessorin, nach Berlin zu fliegen, um dort wichtige Erkundigungen bei einem Hotelportier einzuholen. Rameil bittet seine Ehefrau, während seiner Aussage als Zuschauerin im Gerichtssaal anwesend zu sein.
Bei der Fortsetzung der Verhandlung wird Rameil auch von Dr. Fox befragt. Mit Hilfe seiner Assessorin ist der Anwalt auf Widersprüche in Rameils Alibi gestoßen, die zuvor weder von der Kriminalpolizei noch von der Justiz hinreichend geprüft worden sind. Rameil hatte am Tag des Mordes den später als Beweis geführten Weckauftrag beim Hotelportier in Berlin wieder annulliert. Daraufhin war er nach Hamburg geflogen, wo er bis zum Rückflug etwa eine Stunde Zeit hatte, um den Mord auszuführen. Anschließend flog er nach Berlin zurück und traf sich mit seinen Geschäftspartnern. Mit den Tatsachen konfrontiert, wird Rameil im Gerichtssaal festgenommen. Ingrid Bernhardy, die bis zuletzt an die Unschuld ihres Geliebten geglaubt hat, wird aus der Haft entlassen.

## Entstehungsgeschichte

### Vorgeschichte und Drehbuch
Seit der zweiten Hälfte der 1950er Jahre drehte Regisseur Wolfgang Staudte mehrere Filme für den Berliner Filmproduzenten Kurt Ulrich. Darunter befand sich auch der äußerst erfolgreiche Film Rosen für den Staatsanwalt (1959). Auch bei Staudtes und Ulrichs nächster Zusammenarbeit handelte es sich um einen aktuellen Stoff, der jedoch als ernster Kriminal- und Gerichtsfilm inszeniert werden sollte.
Als Drehbuchvorlage diente der ab Ende 1959 im Hamburger Abendblatt veröffentlichte Fortsetzungs-„Kriminalbericht“ Der letzte Zeuge von Maximilian Vernberg. Darin wurden eine Reihe der damaligen Vorschriften der Strafprozessordnung und die Praxis des Ermittlungsverfahrens kritisiert. Vernberg beurteilte die Vernehmungsmethoden der Kriminalpolizei und des Untersuchungsrichters als oberflächlich und entwürdigend. Der Autor beschrieb darin auch das niederdrückende Milieu der Untersuchungshaft, „das durch seine primitiven Verhältnisse den Betroffenen denk- und konzentrationsunfähig macht“. Bemängelt wurde zudem die Voreingenommenheit des Gerichts gegenüber der Angeklagten, da diese ein unmoralisches Vorleben geführt hatte. 1961, nach der Uraufführung der Verfilmung, erschien Vernbergs Werk im Ullstein Taschenbücher-Verlag (Band 830).
Die Drehbuchautoren R. A. Stemmle und Thomas Keck schufen ein ausgewogenes Drehbuch, in dem neben den justizkritischen Elementen der Vorlage auch das für die Filmdramaturgie wichtige Whodunit-Prinzip nicht zu kurz kam.

### Produktion

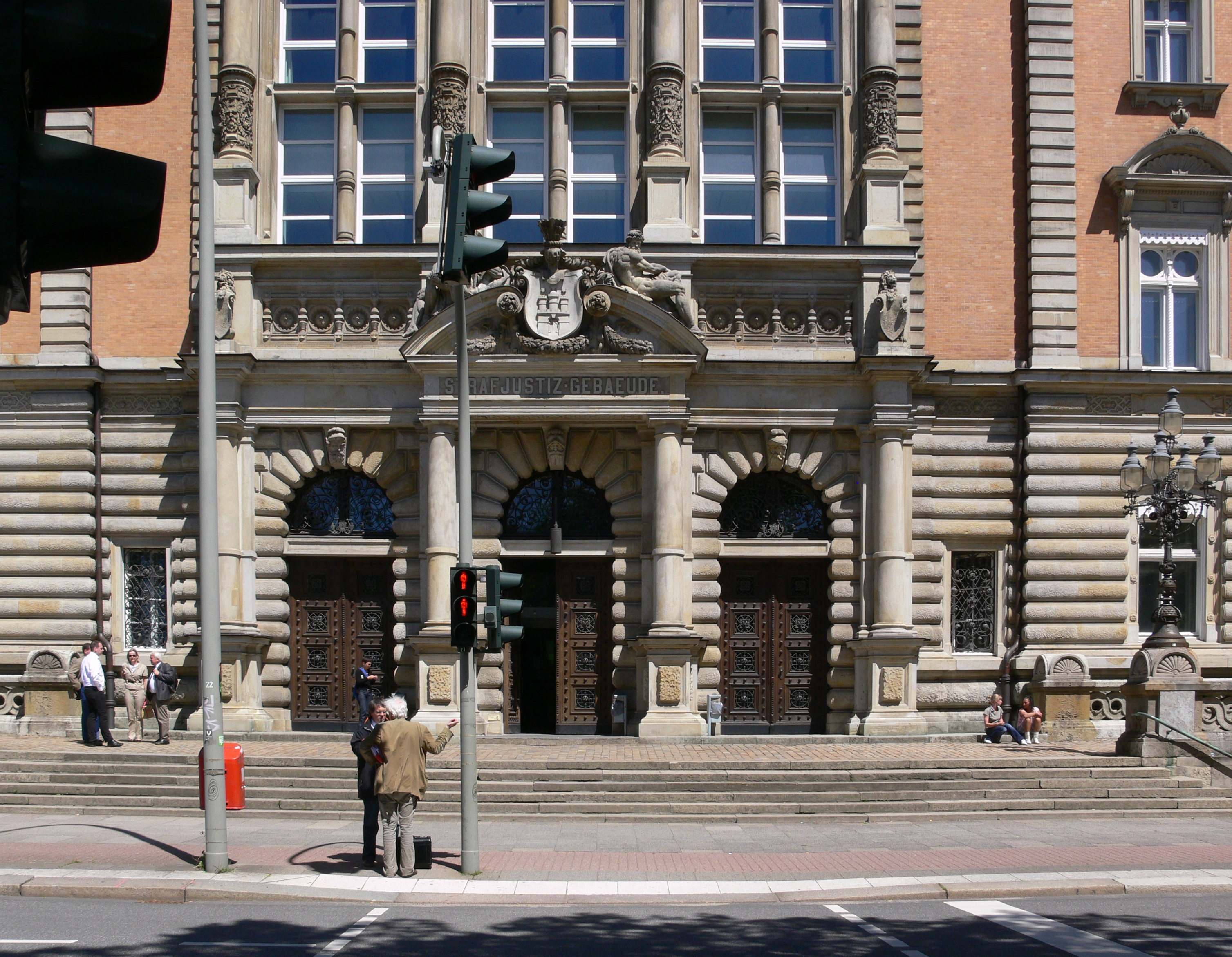
Der Eingang des im Film gezeigten Hamburger Strafjustiz-Gebäudes

Die Dreharbeiten des im Breitwandformat 1:1,66 produzierten Films fanden im Herbst 1960 in West-Berlin und Hamburg statt. Die Außenaufnahmen entstanden unter anderem am Kurfürstendamm, in der Justizvollzugsanstalt Moabit und vor dem Justizforum Hamburg. Die Atelieraufnahmen drehte man in den Studios der CCC-Film in Berlin-Haselhorst. Die Filmbauten stammten von Hanns H. Kuhnert. Für die Kostüme war Trude Ulrich verantwortlich. Die Herstellungsleitung hatte Heinz Willeg übernommen.

## Rezeption

### Veröffentlichung
Der letzte Zeuge wurde am 13. Dezember 1960 von der FSK ab 16 Jahren freigegeben und am 30. Dezember 1960 in den bundesdeutschen Kinos gestartet. Neben wohlwollenden Kritiken landete Produzent Kurt Ulrich mit dem Werk einen überdurchschnittlichen Erfolg an den Kinokassen. Bei den damals durchgeführten Umfragen des Fachblattes Filmecho/Filmwoche, bei denen die Kinobesucher aktuelle Filme auf einer Skala von 1 (ausgezeichnet) bis 7 (sehr schlecht) bewerteten, schnitt Der letzte Zeuge mit der Note 2,3 ab. Zum Vergleich: Die ebenfalls 1960 veröffentlichten Spielfilme Der Rächer (2,8), Das Spukschloß im Spessart (2,0) und Das schwarze Schaf (2,5).
Zudem konnte der Film auch im Ausland vermarktet werden und lief dort unter anderem unter den folgenden Titeln:
- Brasilien: A última testemunha
- Dänemark: Det sidste vidne
- Finnland: Viimeinen todistaja
- Frankreich: Le dernier témoin
- Italien: L’ultimo testimone
- Mexiko: El último testigo
- Niederlande: Het masker valt[5]
- Polen: Ostatni swiadek
- Schweden: Det sista vittnet
- Spanien: El último testigo
- Ungarn: Az utolsó tanú
- Vereinigtes Königreich: The Last Witness
- Vereinigte Staaten: The Last Witness

Der Film wurde am 30. August 1965 im ZDF erstmals im deutschen Fernsehen ausgestrahlt. Während er dort zunächst im vorgesehenen Breitbildformat (1:1,66) gezeigt wurde, lief er später auch in einer Open-Matte-Fassung (4:3), bei der an mehreren Stellen die beim Dreh verwendeten Mikrofone sichtbar waren. Am 7. August 2015 wurde Der letzte Zeuge von Alive innerhalb der Reihe „Juwelen der Filmgeschichte“ auf DVD veröffentlicht.

### Kritiken
„Wolfgang Staudte, deutscher Film-Provokateur (‚Der Untertan‘, ‚Rosen für den Staatsanwalt‘, ‚Kirmes‘), hat diesmal im Rahmen eines gängig-milden Kriminalfalls die deutsche Justiz anvisiert. Sein Film polemisiert nicht ohne triftige Argumente gegen die Behandlung der Untersuchungsgefangenen hierzulande, denen die gleiche düstere Zellenwelt zuteil wird wie den bereits als schuldig Überführten. Staudtes mehr auf solide Spannung als auf kinematographische Raffinessen erpichter Film erhebt sich dank der Mitwirkung von Bühnenschauspielern wie Martin Held, Hanns Lothar und Werner Hinz über den bundesdeutschen Kinodurchschnitt.“

„Wolfgang Staudte, der zum Denken zwingen will, wenn auch oft im Protest gegen ihn, hat einmal mehr, doch diesmal in maßvollerer Form als sonst und von hochqualifizierten Schauspielern unterstützt (Martin Held, Hanns Lothar) eine Fanfare gegen die Schwächen der üblichen Untersuchungsmethoden und die Unzulänglichkeiten moderner Gerichtsverfahren geblasen. Doch ist dieser Film weniger als aufrüttelnde Botschaft denn als besonders eindringliches Beispiel von der glücklichen Lösung eines schwierigen Falles (angeklagt ist eine Frau wegen Kindesmord) zu werten, der nicht als symptomatisch gelten darf.“

„[…] wobei mit einer fesselnden Begebenheit für Haft- und Strafprozess-Reform eine Lanze gebrochen wird; von eindrucksicheren Darstellern unter präziser Regie.“

„[…] „Der letzte Zeuge“ [ist] kein bedeutender, aber doch ein besonders geschickt und ausgewogen inszenierter Film, der Nachwuchsregisseuren als Vorbild dienen könnte.“

„In der Argumentation offensiv, aber nicht immer überzeugend, dafür mit beeindruckenden Schauspielern inszeniert. Zwar hat der Film auf Grund geänderter Grundlagen im Strafverfahren und des Strafvollzugs an Brisanz verloren, ist jedoch als Zeitdokument ebenso interessant wie als Kriminalfilm bemerkenswert.“

## Auszeichnungen
Die Deutsche Film- und Medienbewertung (FBW) zeichnete den Film mit dem Prädikat „besonders wertvoll“ aus.
Bei der Verleihung des Deutschen Filmpreises 1961 wurden Blandine Ebinger (Beste weibliche Nebenrolle) und Hanns Lothar (Beste männliche Nebenrolle) für ihre darstellerischen Leistungen in Der letzte Zeuge jeweils mit einem Filmband in Gold ausgezeichnet.
Außerdem nahm der Film 1961 bei den XIV. Internationalen Filmfestspielen von Cannes am Wettbewerb um die Goldene Palme teil, wurde jedoch nicht ausgezeichnet.